# Circuit Park Zandvoort
Koordinati:   52°23′19.75″N, 4°32′27.32″E
Circuit Park Zandvoort je dirkališče, ki leži v bližini nizozemskega mesta Zandvoort. Med letoma 1952 in 1985 je gostilo prvenstveno dirko Formule 1 za Veliko nagrado Nizozemske. V letih 1950 in 1951 dirka ni štela za prvenstvo Formule 1, medtem ko se je v letih 1948 in 1949 imenovala Velika nagrada Zandvoorta. V sezoni 2021 je bila proga po 36 letih znova uvrščena v koledar dirk Svetovnega prvenstva Formule 1 kot prizorišče dirke za Veliko nagrado Nizozemske.

## Zmagovalci
Roza ozadje označuje dirke Formule 1, ki niso štele za prvenstvo.
| Leto | Dirkač             | Moštvo                     | Poročilo |
| ---- | ------------------ | -------------------------- | -------- |
| 2024 | Lando Norris       | McLaren-Mercedes           | Poročilo |
| 2023 | Max Verstappen     | Red Bull Racing-Honda RBPT | Poročilo |
| 2022 | Max Verstappen     | Red Bull Racing-RBPT       | Poročilo |
| 2021 | Max Verstappen     | Red Bull Racing-Honda      | Poročilo |
| 1985 | Niki Lauda         | McLaren                    | Poročilo |
| 1984 | Alain Prost        | McLaren                    | Poročilo |
| 1983 | René Arnoux        | Ferrari                    | Poročilo |
| 1982 | Didier Pironi      | Ferrari                    | Poročilo |
| 1981 | Alain Prost        | Renault                    | Poročilo |
| 1980 | Nelson Piquet      | Brabham                    | Poročilo |
| 1979 | Alan Jones         | Williams                   | Poročilo |
| 1978 | Mario Andretti     | Lotus                      | Poročilo |
| 1977 | Niki Lauda         | Ferrari                    | Poročilo |
| 1976 | James Hunt         | McLaren                    | Poročilo |
| 1975 | James Hunt         | Hesketh                    | Poročilo |
| 1974 | Niki Lauda         | Ferrari                    | Poročilo |
| 1973 | Jackie Stewart     | Tyrrell                    | Poročilo |
| 1971 | Jacky Ickx         | Ferrari                    | Poročilo |
| 1970 | Jochen Rindt       | Lotus                      | Poročilo |
| 1969 | Jackie Stewart     | Matra                      | Poročilo |
| 1968 | Jackie Stewart     | Matra                      | Poročilo |
| 1967 | Jim Clark          | Lotus                      | Poročilo |
| 1966 | Jack Brabham       | Brabham                    | Poročilo |
| 1965 | Jim Clark          | Lotus                      | Poročilo |
| 1964 | Jim Clark          | Lotus                      | Poročilo |
| 1963 | Jim Clark          | Lotus                      | Poročilo |
| 1962 | Graham Hill        | BRM                        | Poročilo |
| 1961 | Wolfgang von Trips | Ferrari                    | Poročilo |
| 1960 | Jack Brabham       | Cooper                     | Poročilo |
| 1959 | Jo Bonnier         | BRM                        | Poročilo |
| 1958 | Stirling Moss      | Vanwall                    | Poročilo |
| 1955 | Juan Manuel Fangio | Mercedes-Benz              | Poročilo |
| 1953 | Alberto Ascari     | Ferrari                    | Poročilo |
| 1952 | Alberto Ascari     | Ferrari                    | Poročilo |
| 1951 | Louis Rosier       | Talbot-Lago                | Poročilo |
| 1950 | Louis Rosier       | Talbot-Lago                | Poročilo |
| 1949 | Luigi Villoresi    | Ferrari                    | Poročilo |
| 1948 | Prince Bira        | Maserati                   | Poročilo |